# 高祖神社

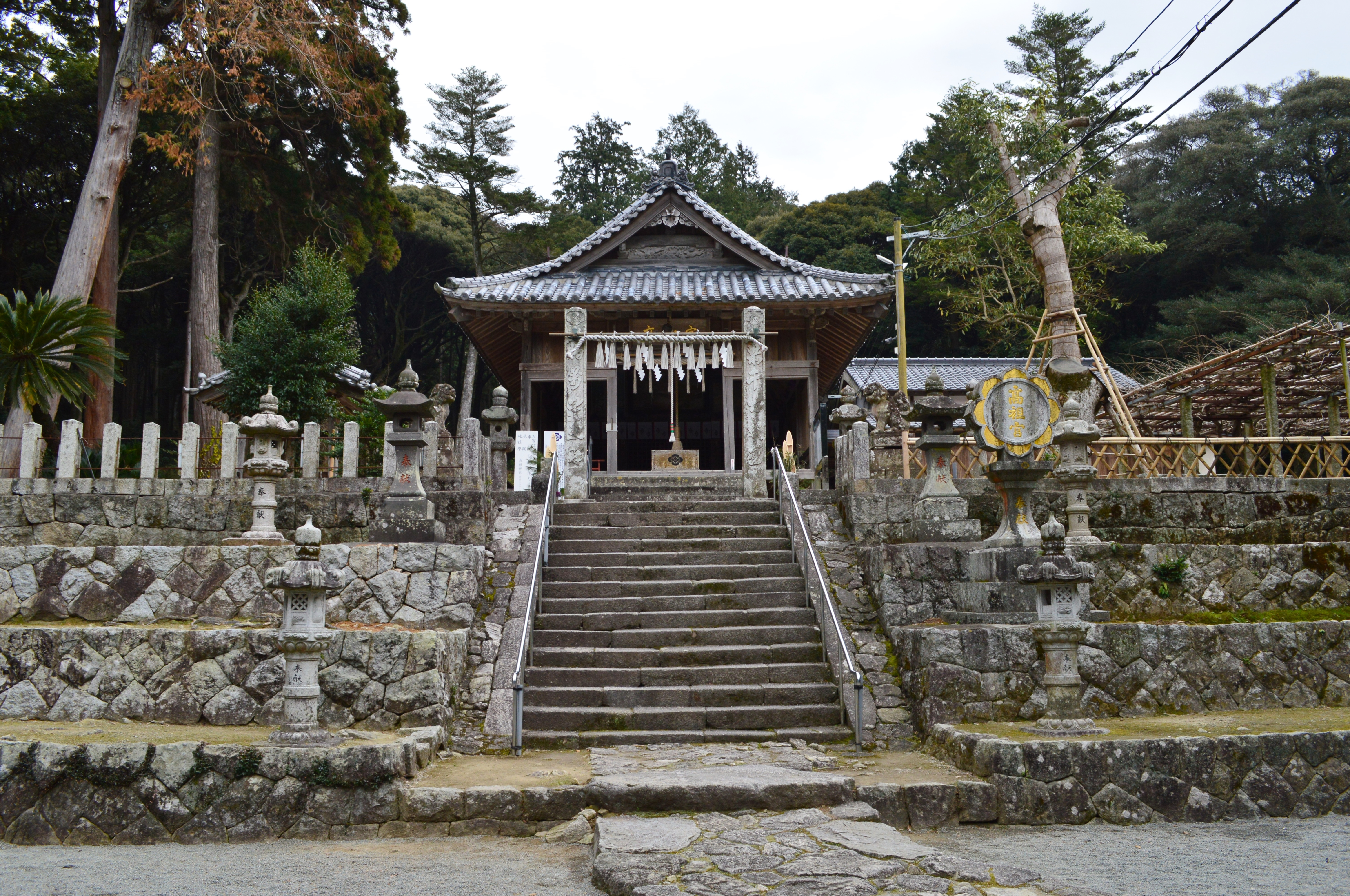
高祖神社

高祖神社是位于日本福冈县絲島市高祖山西麓的神社，主要供奉火折尊、玉依姬以及神功皇后。高祖神社具体创建年代不详。其主殿建於江戶時代。高祖神社已被評為日本重要文化财。 